# 2008年の日本公開映画/4月
- 5日
  - クローバーフィールド/HAKAISHA（ アメリカ合衆国）
  - モンゴル（ ドイツ・ カザフスタン・ ロシア・ モナコ）
  - ランジェ公爵夫人（ フランス・ イタリア）
  - ファヴェーラの丘（ ブラジル・ アメリカ合衆国/ドキュメンタリー）
  - 恋の罠（ 韓国）
  - 黒い家（ 韓国）
  - 永遠の魂（ 韓国）
  - うた魂♪（ 日本）
  - 船、山にのぼる（ 日本）
  - ぼくたちと駐在さんの700日戦争（ 日本）
  - yoriko-寄子-（ 日本）
- 7日
  - いつも二人（ 日本）
- 12日
  - ジェイン・オースティンの読書会（ アメリカ合衆国）
  - ヒットマン（ アメリカ合衆国）
  - フィクサー（ アメリカ合衆国）
  - ブラックサイト（ アメリカ合衆国）
  - つぐない（ イギリス）
  - パラノイドパーク（ フランス・ アメリカ合衆国）
  - 今夜、列車は走る（ アルゼンチン）
  - 王妃の紋章（ 中国・ 香港）
  - 靖国 YASUKUNI（ 日本・ 中国）
  - 伊藤の話（ 日本）
  - クレーマー case1（ 日本）
  - クレーマー case2（ 日本）
  - ふるさとをください（ 日本）
  - 劇場版 仮面ライダー電王&キバ クライマックス刑事（ 日本）
  - 心理学者 原口鶴子の青春 100年前のコロンビア大留学生が伝えたかったこと（ 日本/ドキュメンタリー）
- 18日
  - 大いなる陰謀（ アメリカ合衆国）
- 19日
  - ファクトリー・ガール（ アメリカ合衆国）
  - 譜めくりの女（ フランス）
  - プルミエール 私たちの出産（ フランス）
  - ラフマニノフ ある愛の調べ（ ロシア）
  - 妻の愛人に会う（ 韓国）
  - チェスト!（ 日本）
  - ねこのひげ（ 日本）
  - 銀幕版 スシ王子! 〜ニューヨークへ行く〜（ 日本）
  - クレヨンしんちゃん ちょー嵐を呼ぶ 金矛の勇者（ 日本/アニメ）
  - 名探偵コナン 戦慄の楽譜（ 日本/アニメ）
- 26日
  - ゼア・ウィル・ビー・ブラッド（ アメリカ合衆国）
  - アイム・ノット・ゼア（ アメリカ合衆国）
  - NEXT ネクスト（ アメリカ合衆国）
  - スパイダーウィックの謎（ アメリカ合衆国）
  - さよなら。いつかわかること（ アメリカ合衆国）
  - 紀元前1万年（ アメリカ合衆国・ ニュージーランド）
  - モンテーニュ通りのカフェ（ フランス）
  - 愛おしき隣人（ スウェーデン・ ドイツ・ フランス・ デンマーク・ ノルウェー）
  - 少林少女（ 日本・ 香港）
  - 砂時計（ 日本）
  - あの空をおぼえてる（ 日本）
  - STRAIGHT TO HEAVEN 天国へまっしぐら（ 日本）
  - パーク アンド ラブホテル（ 日本）
  - お姉チャンバラ（ 日本）